# Burnet
Burnet es una variedad cultivar de ciruelo (Prunus domestica), de las denominadas ciruelas europeas.
Una variedad de ciruela registrada por primera vez en 1831. Presenta similitudes a las variedades de ciruelas Damsons.
Las frutas de un tamaño pequeño a mediano, tiene color de la piel violeta, y su pulpa de color amarillo verdoso, textura de firmeza media, muy jugosa, con un sabor agridulce, lo que le da a la ciruela un sabor único.

## Historia
'Burnet' es una antigua variedad de ciruela en el noroeste de Escocia fue registrada por primera vez en 1831.
La variedad de ciruela 'Burnet' fue descrita por: 1. Lond. Hort. Soc. Cat. 144. 1831. 2. Mag. Hort. 9:163. 1843.
'Burnet' está cultivada en la National Fruit Collection (Colección Nacional de Fruta) de Reino Unido, con el número de accesión: 1947 - 023 y nombre de accesión : Burnet. Recibido por "The National Fruit Trials" (Probatorio Nacional de Frutas) en 1947 de ejemplar procedente de R.D.Reid "Auchincruive", Ayr (Escocia).

## Características
'Burnet' árbol que tiene un fuerte crecimiento y su copa tiene un sistema de ramas aireado. Es autofértil no necesita polinizador. Es una de las pocas ciruelas nativas de Escocia y no está ampliamente disponible, solo en los mercados locales. Tiene un tiempo de floración que comienza a partir del 13 de abril con el 10 % de floración, para el 18 de abril tiene una floración completa (80 %), y para el 30 de abril tiene un 90 % de caída de pétalos.
'Burnet' tiene una talla de fruto de tamaño pequeño a mediano, de forma redondeada a ligeramente ovalada, siendo la sutura visible, con peso promedio de 11.10 gr; de piel color violeta,pedúnculo de longitud media, y fino (promedio 16.39 mm), engrosado en su parte alta, muy adherente a la carne, situado en cavidad peduncular poco profunda; pulpa de color amarillo verdoso, textura de firmeza media, muy jugosa, con un sabor agridulce, lo que le da a la ciruela un sabor único.
Hueso no adherido, pequeño, elíptico redondeado, surcos discontinuos, polo pistilar muy amplio, superficie escabrosa con frecuentes orificios junto al borde dorsal.
Su tiempo de recogida de cosecha se inicia en su maduración desde mediados de septiembre a prindipios de octubre. Para disfrutar su aroma y sabor plenamente es mejor comerla completamente madura.

## Cultivo
Utilizada como ciruela de cocina para hacer mermelada, especialmente cuando está poco maduro. Otra de sus aplicaciones es para producir licor de ginebra.